# Zaćmienie Słońca z 7 czerwca 1415

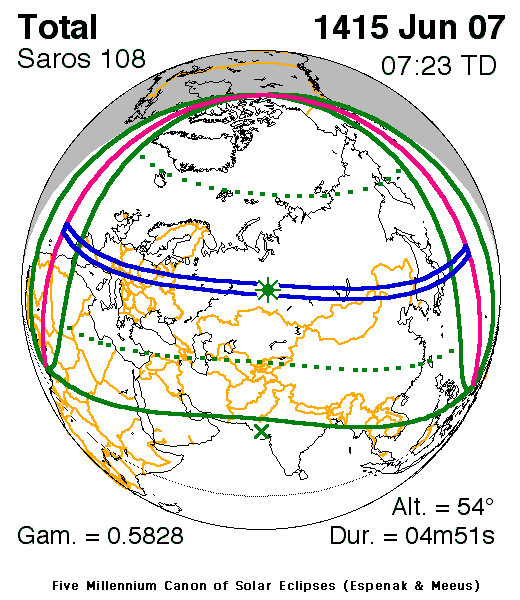
Mapa zaćmienia

Zaćmienie Słońca z 7 czerwca 1415 – całkowite zaćmienie Słońca, widoczne w pasie od północnego Atlantyku przez Portugalię, Królestwo Kastylii-Leónu, Aragonię, Francję, Święte Cesarstwo Rzymskie, Koronę Królestwa Polskiego, Wielkie Księstwo Litewskie, Wielkie Księstwo Moskiewskie i Złotą Ordę aż po Mandżurię i Japonię. Swoje maksimum zaćmienie osiągnęło nad zachodnią Syberią, gdzie faza centralna trwała 4 minuty i 51 sekund. Zaćmienie widoczne było jako częściowe w całej Europie, Afryce Północnej, na Bliskim Wschodzie, na większości obszaru Azji i w Arktyce.
Według późniejszej relacji Jana Długosza zaćmienie to miało zaskoczyć Władysława Jagiełłę w drodze na Litwę.